# Andrzej Łoś
Andrzej Antoni Łoś (ur. 11 listopada 1954 w Policach) – polski historyk, nauczyciel akademicki, polityk i samorządowiec, marszałek województwa dolnośląskiego od 2006 do 2008.

## Życiorys
Absolwent studiów na Wydziale Filozoficzno-Historycznym Uniwersytetu Wrocławskiego na kierunku historia oraz filologia klasyczna. W 1985 uzyskał stopień doktora, w 1997 doktora habilitowanego. Początkowo pracował jako nauczyciel, bibliotekarz i robotnik wysokościowy. W 1998 został adiunktem w Instytucie Historycznym Uniwersytetu Wrocławskiego (później objął stanowisko profesora nadzwyczajnego tej uczelni). W 2000 został profesorem Dolnośląskiej Szkoły Wyższej. Jest także alpinistą.
Pełnił funkcję przewodniczącego rady miejskiej Wrocławia (1994–1998), wicewojewody wrocławskiego w 1998, następnie wiceprezydenta Wrocławia ds. gospodarki przestrzennej (1999–2000). Od 2002 do 2014 był radnym sejmiku dolnośląskiego. Po wyborach samorządowych w 2006 został wybrany na marszałka tego województwa.
Należał do KLD, Unii Wolności i (w latach 2001–2008) do Platformy Obywatelskiej.
W wyborach parlamentarnych w 2007 został wybrany na posła na Sejm VI kadencji z listy Platformy Obywatelskiej, zdobywając 6064 głosy w okręgu wrocławskim. Zrezygnował jednak z objęcia mandatu, pozostając na stanowisku marszałka województwa. Z funkcji tej złożył dymisję w lutym 2008, został odwołany przez sejmik 28 lutego, a w grudniu tego samego roku odszedł z PO. Współtworzył nowy klub radnych pod nazwą Obywatelska Platforma Samorządowa. W styczniu 2009 przystąpił do stowarzyszenia Dolny Śląsk XXI (w lutym 2011 przemianowanego na Obywatelski Dolny Śląsk), do 2010 lokalnego odłamu Polski XXI. W kwietniu 2009 jego klub OPS w sejmiku przekształcił się w klub DŚ XXI. W 2010 Andrzej Łoś uzyskał reelekcję do sejmiku z listy KWW Rafała Dutkiewicza (pod tą nazwą startował DŚ XXI). W 2014 nie ubiegał się o wybór na kolejną kadencję.
W 2010 otrzymał Złoty Krzyż Zasługi.